# Annie Proulx

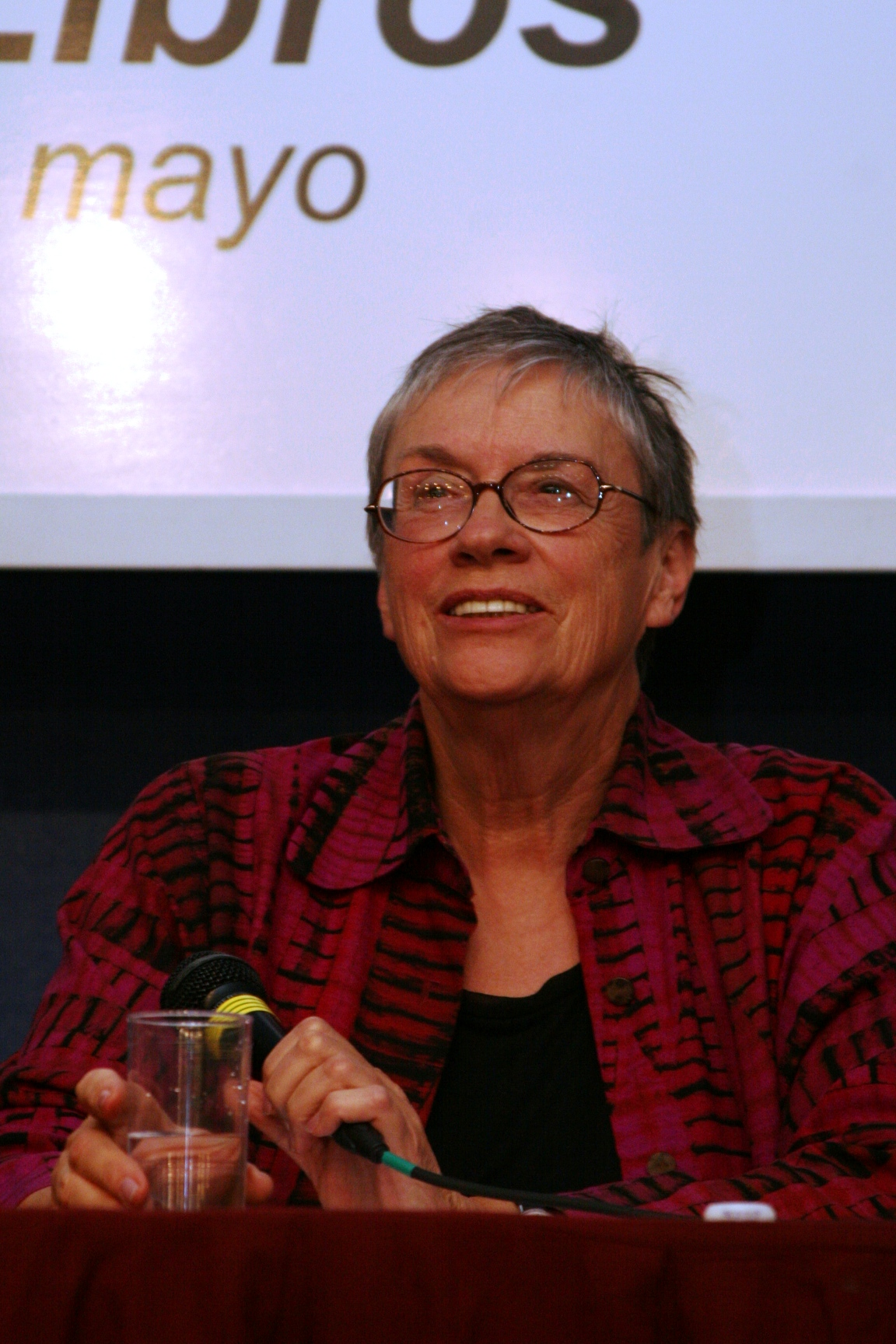
Annie Proulx, 2009.

Edna Ann "Annie" Proulx, född 22 augusti 1935 i Norwich, Connecticut, är en amerikansk författare och journalist.
Proulx andra bok, Sjöfartsnytt (eng: The Shipping News) vann Pulitzerpriset 1994. Hon skrev 2000 novellen Brokeback Mountain (sv: Berättelser från vidderna), på vilken en film som vann ett flertal priser gjordes 2005.
De flesta böcker har hon skrivit under namnet Annie Proulx, men hon har även använt namnen E. Annie Proulx och E.A. Proulx.